# GENKI!!
『GENKI!!』（げんき）は、MOSHIMOの5枚目のミニアルバム。2022年8月3日にNoisy / KOGA RECORDSから発売された。

## 概要
前作『化かし愛』から約1年ぶりのアルバムリリース、ミニ・アルバムとしては『噛む』以来約2年5か月ぶりのリリースとなる。
本作は、DISC1とDISC2の2枚組で構成されており、DISC1は配信シングルとしてリリースされていた『心願成就』『Jun Bride』を含む全6曲入りのアルバムで、DISC2はMOSHIMOが3月に開催した主催フェス「MOSHIFES.2022」でのライブ音源が5曲収録されたものとなっている。
TOWER RECORDSとHMVでは早期予約特典として弾き語り映像が観られるストリーミング・カードが付属する。
当初は、7月発売予定とされていたが、発売日の微調整により8月に変更となった。
なお発売後に行われたライブツアーを最後に、ベース担当の汐碇真也が脱退(引退)した為、今作が岩淵、一瀬、高島、汐碇での4人体制最後の作品となった。

## 収録曲

### DISC1
| 全作詞・作曲: 岩淵紗貴・一瀬貴之。 |                        |                      |                      |                |      |
| #                                  | タイトル               | 作詞                 | 作曲・編曲           | 編曲           | 時間 |
| 1.                                 | 「祭りだワッショイ」   | 岩淵紗貴 ・ 一瀬貴之 | 岩淵紗貴 ・ 一瀬貴之 | 一瀬貴之、pw.a | 4:08 |
| 2.                                 | 「Jun Bride」          | 岩淵紗貴 ・ 一瀬貴之 | 岩淵紗貴 ・ 一瀬貴之 | 一瀬貴之、pw.a | 4:17 |
| 3.                                 | 「クリームソーダ」     | 岩淵紗貴 ・ 一瀬貴之 | 岩淵紗貴 ・ 一瀬貴之 | 一瀬貴之       | 3:13 |
| 4.                                 | 「ひと夏の王子サマー」 | 岩淵紗貴 ・ 一瀬貴之 | 岩淵紗貴 ・ 一瀬貴之 | 一瀬貴之、pw.a | 3:56 |
| 5.                                 | 「365」                | 岩淵紗貴 ・ 一瀬貴之 | 岩淵紗貴 ・ 一瀬貴之 | 一瀬貴之       | 3:46 |
| 6.                                 | 「心願成就」           | 岩淵紗貴 ・ 一瀬貴之 | 岩淵紗貴 ・ 一瀬貴之 | 一瀬貴之、pw.a | 4:02 |

### DISC2
| #  | タイトル                 | 作詞 | 作曲・編曲 | 時間 |
| -- | ------------------------ | ---- | ---------- | ---- |
| 1. | 「触らぬキミに祟りなし」 |      |            | 4:02 |
| 2. | 「化かし愛のうた」       |      |            | 4:22 |
| 3. | 「寝グセ」               |      |            | 4:01 |
| 4. | 「Jun Bride」            |      |            | 4:15 |
| 5. | 「電光石火ジェラシー」   |      |            | 6:29 |

## 楽曲解説
心願成就
2022年1月2日に配信シングルとしてリリースされた楽曲。ミュージックビデオが制作されている。
Jun Bride
昨年結婚したMOSHIMOと親交が深いYouTuberの加藤純一の為に書き下ろされた楽曲。2022年3月12日に行われた彼の結婚式披露宴生配信にて初披露され、3月28日に行われたMOSHIMO主催のライブ『MOSHIFES 2022』でも披露された後、5月12日に配信シングルとしてリリースされた楽曲。ミュージックビデオが制作されている。

## ミュージックビデオ
祭りだワッショイ
監督: 加藤マニ
アルバム発売日である2022年8月3日にミュージックビデオが公開された。
Jun Bride
監督: 加藤マニ
加藤純一本人が出演しており、加藤のレギュラー番組である『オーイシ×加藤のピザラジオ』2022年5月11日放送回の番組内にて初公開された。
心願成就
監督: 白重聡一郎
神様、天女、悪魔、神様の女友達の役としてそれぞれ、kacchang(Phantom Excaliver)、酒村ゆっけ、、マツ(Phantom Excaliver)、望月朱音、はのんまゆ(INUWASI)、緒方祥香(YOSHIKA)が出演している。

## タイアップ
心願成就
日本テレビ系『ぐるぐるナインティナイン』エンディングテーマ

## テレビ出演
| 番組名           | 日付         | 放送局     | 演奏曲           |
| ---------------- | ------------ | ---------- | ---------------- |
| 超音波           | 2022年8月5日 | テレビ東京 | 祭りだワッショイ |
| プレミアMelodiX! | 2022年8月9日 | テレビ東京 | Jun Bride        |